# Găiseni
Găiseni – wieś w Rumunii, w okręgu Giurgiu, w gminie Găiseni. W 2011 roku liczyła 2229 mieszkańców.